# Prix Pierre-Plazen
Le prix Pierre-Plazen est une course hippique de trot attelé qui se déroule au mois de novembre sur l'hippodrome de Vincennes.
C'est une course de Groupe II réservée aux poulains de 3 ans, hongres exclus, ayant gagné au moins 13 000 €. Son pendant chez les pouliches est le prix Guy-Deloison, se courant le même jour. Elle se déroulait au mois d'août avant 2023.
Elle se court sur la distance de 2 700 mètres (grande piste), départ volté. L'allocation 2024 s'élève à 120 000 €, dont 54 000 € pour le vainqueur.
Créée en janvier 1912 au monté, pour 4, 5 et 6 ans, en remplacement du prix de Granville, moins bien doté, la course honore Pierre Plazen, directeur des haras nationaux de 1892 à 1901 après avoir été directeur du dépôt d'étalons de Saint-Lô et inspecteur général de la circonscription de Nantes. Il meurt le 20 avril 1908 à l'âge de 77 ans. En 1921, la course devient une épreuve attelée pour 4 ans. Après avoir été par la suite longtemps été ouverte aux 4 et 5 ans, elle est réservée aux chevaux de 3 ans à partir de 1962.

## Palmarès depuis 1972
| Année | Vainqueur                                                             | Père                                                                  | Driver                                                                | Entraîneur                                                            | Distance                                                              | Réd.km                                                                |
| ----- | --------------------------------------------------------------------- | --------------------------------------------------------------------- | --------------------------------------------------------------------- | --------------------------------------------------------------------- | --------------------------------------------------------------------- | --------------------------------------------------------------------- |
| 2024  | Frank Gio                                                             | Face Time Bourbon                                                     | Matthieu Abrivard                                                     | Sébastien Guarato                                                     | 2 700 m                                                               | 1'13"                                                                 |
| 2023  | Koctel du Dain                                                        | Boccador de Simm                                                      | David Thomain                                                         | Philippe Allaire                                                      | 2 700 m                                                               | 1'13"6                                                                |
| 2022  | Prix Pierre Plazen et Prix Guy Deloison fusionnés sous ce dernier nom | Prix Pierre Plazen et Prix Guy Deloison fusionnés sous ce dernier nom | Prix Pierre Plazen et Prix Guy Deloison fusionnés sous ce dernier nom | Prix Pierre Plazen et Prix Guy Deloison fusionnés sous ce dernier nom | Prix Pierre Plazen et Prix Guy Deloison fusionnés sous ce dernier nom | Prix Pierre Plazen et Prix Guy Deloison fusionnés sous ce dernier nom |
| 2021  | Callmethebreeze                                                       | Trixton                                                               | Andrea Guzzinati                                                      | Philippe Allaire                                                      | 2 700 m                                                               | 1'13"5                                                                |
| 2020  | Hooker Berry                                                          | Booster Winner                                                        | Jean-Michel Bazire                                                    | Jean-Michel Bazire                                                    | 2 700 m                                                               | 1'16"6                                                                |
| 2019  | Good Boy Ligneries                                                    | Un Mec d'Héripré                                                      | Franck Nivard                                                         | Philippe Billard                                                      | 2 700 m                                                               | 1'15"                                                                 |
| 2018  | Fabulous Wood                                                         | Ready Cash                                                            | Matthieu Abrivard                                                     | Yves Boireau                                                          | 2 700 m                                                               | 1'15"7                                                                |
| 2017  | Eridan                                                                | Ready Cash                                                            | David Thomain                                                         | Sébastien Guarato                                                     | 2 175 m                                                               | 1'14"3                                                                |
| 2016  | Dollar Macker                                                         | Saxo de Vandel                                                        | Jean-Philippe Monclin                                                 | Philippe Allaire                                                      | 2 175 m                                                               | 1'12"6                                                                |
| 2015  | Cristal Money                                                         | Coktail Jet                                                           | Franck Nivard                                                         | Thierry Duvaldestin                                                   | 2 175 m                                                               | 1'14"2                                                                |
| 2014  | Booster Winner                                                        | Love You                                                              | Éric Raffin                                                           | Sébastien Guarato                                                     | 2 175 m                                                               | 1'13"4                                                                |
| 2013  | Ausone du Kastel                                                      | Gros Grain                                                            | Emmanuel Allard                                                       | Emmanuel Allard                                                       | 2 175 m                                                               | 1'13"7                                                                |
| 2012  | Volcan Venesi                                                         | Prodigious                                                            | Matthieu Abrivard                                                     | Philippe Gillot                                                       | 2 175 m                                                               | 1'14"6                                                                |
| 2011  | Uncaring                                                              | Nice Love                                                             | Éric Raffin                                                           | Sébastien Guarato                                                     | 2 175 m                                                               | 1'12"9                                                                |
| 2010  | Timoko                                                                | Imoko                                                                 | Richard Westerink                                                     | Richard Westerink                                                     | 2 175 m                                                               | 1'12"5                                                                |
| 2009  | Saxo de Vandel                                                        | Coktail Jet                                                           | Thierry Duvaldestin                                                   | Thierry Duvaldestin                                                   | 2 175 m                                                               | 1'13"9                                                                |
| 2008  | Ready Cash                                                            | Indy de Vive                                                          | Bernard Piton                                                         | Philippe Allaire                                                      | 2 175 m                                                               | 1'14"                                                                 |
| 2007  | Quatre Juillet                                                        | Love You                                                              | Jean-Pierre Dubois                                                    | Jean-Pierre Dubois                                                    | 2 175 m                                                               | 1'13"                                                                 |
| 2006  | Prince d'Espace                                                       | Himo Josselyn                                                         | Jean-Michel Bazire                                                    | Sébastien Guarato                                                     | 2 175 m                                                               | 1'13"8                                                                |
| 2005  | Orlando Vici                                                          | Quadrophenio                                                          | Jean-Michel Bazire                                                    | Fabrice Souloy                                                        | 2 175 m                                                               | 1'12"8                                                                |
| 2004  | Not Disturb                                                           | Défi d'Aunou                                                          | Jean-Pierre Dubois                                                    | Jean-Pierre Dubois                                                    | 2 175 m                                                               | 1'13"3                                                                |
| 2003  | Memphis du Rib                                                        | Elvis de Rossignol                                                    | Jean-Loïc-Claude Dersoir                                              | Joël Hallais                                                          | 2 175 m                                                               | 1'14"5                                                                |
| 2002  | Love You                                                              | Coktail Jet                                                           | Jean-Pierre Dubois                                                    | Jean-Pierre Dubois                                                    | 2 175 m                                                               | 1'14"1                                                                |
| 2001  | Kinder Jet                                                            | Full Account                                                          | Jean-Étienne Dubois                                                   | Jean-Étienne Dubois                                                   | 2 175 m                                                               | 1'14"7                                                                |
| 2000  | Juliano Star                                                          | Défi d'Aunou                                                          | Jean-Pierre Dubois                                                    | Jean-Pierre Dubois                                                    | 2 175 m                                                               | 1'16"                                                                 |
| 1999  | Iton du Gîte                                                          | Riton du Gite                                                         | Pierre Vercruysse                                                     | Sylvain Lelièvre                                                      | 2 175 m                                                               | 1'16"4                                                                |
| 1998  | Himo Josselyn                                                         | Cézio Josselyn                                                        | Jean-Michel Bazire                                                    | L. Goncalves Fernandes                                                | 2 100 m                                                               | 1'16"1                                                                |
| 1997  | Général du Pommeau                                                    | Sebrazac                                                              | Jules Lepennetier                                                     | Jules Lepennetier                                                     | 2 100 m                                                               | 1'16"                                                                 |
| 1996  | Full Account                                                          | Passionnant                                                           | Jean-Étienne Dubois                                                   | Jean-Étienne Dubois                                                   | 2 100 m                                                               | 1'15"                                                                 |
| 1995  | Ever Jet                                                              | Tarass Boulba                                                         | Pierre Vercruysse                                                     | Jean-Pierre Dubois                                                    | 2 175 m                                                               | 1'15"7                                                                |
| 1994  | Dahir de Prélong                                                      | Fakir du Vivier                                                       | Bertrand Lefèvre                                                      | Bertrand Lefèvre                                                      | 2 100 m                                                               | 1'15"1                                                                |
| 1993  | Cézio Josselyn                                                        | Armbro Goal                                                           | Jean-Pierre Dubois                                                    | Jean-Pierre Dubois                                                    | 2 100 m                                                               | 1'17"7                                                                |
| 1992  | Bon Conseil                                                           | Passionnant                                                           | Jean-Pierre Dubois                                                    | Jean-Pierre Dubois                                                    | 2 100 m                                                               | 1'18"                                                                 |
| 1991  | Alberry                                                               | Datac                                                                 | Michel Lenoir                                                         | Jacky Béthouart                                                       | 2 300 m                                                               | 1'16"6                                                                |
| 1990  | Vroum d'Or                                                            | Lurabo                                                                | Bertrand Lefèvre                                                      | Bertrand Lefèvre                                                      | 2 100 m                                                               | 1'18"1                                                                |
| 1989  | Ultra Ducal                                                           | Buffet II                                                             | Paul Viel                                                             | Paul Viel                                                             | 2 100 m                                                               | 1'17"5                                                                |
| 1988  | Théo Del Amor                                                         | Granit                                                                | René Fabre                                                            | René Fabre                                                            | 2 100 m                                                               | 1'17"4                                                                |
| 1987  | Siamois de Ryd                                                        | Villequier B                                                          | Bernard Oger                                                          | Léopold Verroken                                                      | 2 100 m                                                               | 1'19"7                                                                |
| 1986  | Ruanito d'Arc                                                         | Dianthus                                                              | Ulf Nordin                                                            | Ulf Nordin                                                            | 2 100 m                                                               | 1'16"7                                                                |
| 1985  | Quarisso                                                              | Fakir du Vivier                                                       | Michel-Marcel Gougeon                                                 | Jean-Lou Peupion                                                      | 2 300 m                                                               | 1'20"3                                                                |
| 1984  | Pontcaral                                                             | Chambon P                                                             | Roger Baudron                                                         | Ali Hawas                                                             | 2 300 m                                                               | 1'19"3                                                                |
| 1983  | Orco                                                                  | Carlo d'Orsay                                                         | Gérard Mascle                                                         | Domingo Perea                                                         | 2 250 m                                                               | 1'18"8                                                                |
| 1982  | Néflier                                                               | Fier Iris                                                             | Jean-Pierre Viel                                                      | Jean-Pierre Viel                                                      | 2 250 m                                                               | 1'19"1                                                                |
| 1981  | Muscle                                                                | Tivaso P                                                              | Michel Lenoir                                                         | Michel Lenoir                                                         | 2 250 m                                                               | 1'20"5                                                                |
| 1980  | Lightsome                                                             | Duc de Bellouet                                                       | Jean-René Gougeon                                                     | Jean-René Gougeon                                                     | 2 250 m                                                               | 1'19"5                                                                |
| 1979  | Kandy                                                                 | Bellouet                                                              | Gérard Thiberge                                                       | Pierre Arson                                                          | 2 250 m                                                               | 1'20"2                                                                |
| 1978  | Jaquelle                                                              | Icare IV                                                              | Marcel Delaunay                                                       | Léopold Verroken                                                      | 2 250 m                                                               | 1'20"                                                                 |
| 1977  | Ivory Queen                                                           | Ura                                                                   | Jean-Yves Lécuyer                                                     |                                                                       | 2 250 m                                                               | 1'19"6                                                                |
| 1976  | Hadol du Vivier                                                       | Mitsouko                                                              | Jean-René Gougeon                                                     |                                                                       | 2 250 m                                                               |                                                                       |
| 1975  | Grandval                                                              | Ruy Blas IV                                                           | Michel-Marcel Gougeon                                                 |                                                                       | 2 250 m                                                               | 1'20"1                                                                |
| 1974  | Fakir du Vivier                                                       | Sabi Pas                                                              | Michel-Marcel Gougeon                                                 |                                                                       | 2 250 m                                                               | 1'19"9                                                                |
| 1973  | Éléazar                                                               | Kerjacques                                                            | Léopold Verroken                                                      |                                                                       | 2 250 m                                                               |                                                                       |
| 1972  | Detos                                                                 | Mitsouko                                                              | Marcel Delaunay                                                       |                                                                       | 2 250 m                                                               | 1'19"                                                                 |

## Sources
- Pour les conditions de course et les dernières années du palmarès : site de la SETF
- Pour les courses plus anciennes : archives des quotidiens  (Ouest-France, Sud-Ouest…)